# José de Lara Churriguera
José de Lara Churriguera (o de Larra Churriguera), escultor salmantino del siglo XVIII. 

## Biografía
Era hijo de Mariana de Churriguera (hermana de Joaquín, Alberto y José Benito de Churriguera) y del escultor salmantino José de Larra y hermano de Manuel de Lara Churriguera.
Algunas de sus obras son las estatuas de San Juan de Sahagún y San Sebastián sobre las portadas de la Iglesia de San Sebastián y el frontis del fortín de San José, en el conjunto del Real Fuerte de la Concepción en Aldea del Obispo.
Fue uno de los continuadores del estilo llamado Churrigueresco, con que se conoce a una parte del período barroco en España, iniciado por su tío José Benito.